# Laura Neiva
Laura Franca dos Santos Neiva (São Paulo, 21 de setembro de 1993) é uma atriz, modelo e empresária brasileira. Ficou conhecida por seu papel no filme À Deriva, exibido no Festival de Cannes de 2009.

## Carreira
Neiva havia participado de uma seleção de casting da produtora O2, que reteve seu contato. Por intermédio da produtora, a atriz então recebeu uma mensagem no Orkut, em 2007, pela equipe que procurava uma protagonista para o filme À Deriva do diretor Heitor Dhalia. Na produção, Neiva contracenou com o ator francês Vincent Cassel, a brasileira-americana Camila Belle e a brasileira Débora Bloch. Seu segundo longa, foi o sucesso de bilheteria E Aí... Comeu?, no qual atuou ao lado de Bruno Mazzeo. Ela também atuou no curta DES. ao lado do estilista Alexandre Herchcovitch, que foi o responsável pelos figurinos de À Deriva.
O sucesso no cinema chamou a atenção da indústria da moda, e Laura foi escalada como garota propaganda de grifes como Corello e Fillity. Em 2012 foi convidada pelo próprio estilista Karl Lagerfeld para ser a única brasileira embaixadora da marca francesa Chanel.
Em 2013 a atriz estreou na televisão no remake da novela Saramandaia, exibido na Rede Globo, na qual contracenou pela segunda vez com a atriz Débora Bloch. No ano seguinte, atua em O Rebu. Em 2015, protagonizou o quadro Não se Apega, Não do Fantástico.. No mesmo ano,  participou de um episódio da série Psi como Bianca. Em 2017 viveu Sunny Days na série Supermax. Em 2018 participou de um episódio da série Desnude como Eva.
No cinema participou dos filmes: Segmento "Kreuko" em Mundo Invisível, DES, Serra Pelada, Rio eu Te Amo, O Menino no Espelho, Jonas, TOC: Transtornada Obsessiva Compulsiva e Maria Antônia: A Batalha dos Estudantes.
No teatro participou das peças: Ligações Perigosas e Cabaret Tá Na Rua.

## Vida pessoal
Entre 2011 e 2014 namorou por 3 anos o repórter e ator Felipe Solari. Em setembro de 2014 assumiu namoro com o ator e cantor Chay Suede. O relacionamento chegou ao fim em abril de 2016. Após poucas semanas separados, Laura e Chay reataram o namoro. Chay pediu Laura em casamento durante o programa Amor & Sexo da Rede Globo. O casamento estava marcado para dezembro de 2018, mas se separaram em julho de 2018. Após cerca de dois meses separados, no final de setembro de 2018, Chay e Laura reataram o noivado e se casaram em fevereiro de 2019. Em abril, a atriz engravidou da sua primeira filha com o ator; a menina se chama Maria e nasceu no dia 26 de dezembro de 2019. Menos de dois anos depois o casal anunciou a gravidez do segundo filho, José nasceu dia 17 de novembro de 2021. Em 8 de novembro de 2024, nasceu Ana, a terceira filha do casal.

## Filmografia

### Televisão
| Ano  | Título                             | Papel            | Nota                   |
| ---- | ---------------------------------- | ---------------- | ---------------------- |
| 2013 | Saramandaia                        | Stela Rosado     |                        |
| 2014 | O Rebu                             | Betina Rosemberg |                        |
| 2015 | Não se Apega, Não                  | Isabela Freitas  | Quadro do Fantástico   |
| 2015 | Psi                                | Bianca           | Episódio: "As Meninas" |
| 2017 | Supermax: O Inferno em Suas Mentes | Sunny Days       |                        |
| 2018 | Desnude                            | Eva              | Episódio: "Eva"        |

### Cinema
| Ano  | Título                                  | Papel                   | Nota           |
| ---- | --------------------------------------- | ----------------------- | -------------- |
| 2009 | À Deriva                                | Filipa                  |                |
| 2012 | E Aí... Comeu?                          | Gabriela Alencar        |                |
| 2012 | Mundo Invisível                         | Julieta                 |                |
| 2012 | DES.                                    | Maria                   | Curta-metragem |
| 2014 | Rio, Eu Te Amo                          | Maria                   |                |
| 2014 | O Menino no Espelho                     | Cíntia                  |                |
| 2016 | Jonas                                   | Branca                  |                |
| 2017 | TOC: Transtornada Obsessiva Compulsiva  | Garota do Sonho de Kika |                |
| 2021 | Maria Antônia: A Batalha dos Estudantes | Luciana                 |                |

### Vídeo musical
| Ano  | Canção                             | Personagem | Artista                      |
| ---- | ---------------------------------- | ---------- | ---------------------------- |
| 2020 | "Deve Ser Horrível Dormir Sem Mim" | Produtora  | Manu Gavassi e Gloria Groove |

## Teatro
| Ano  | Título             | Papel  |
| ---- | ------------------ | ------ |
| 2010 | Ligações Perigosas | Cécile |
| 2018 | Cabaret Tá Na Rua  | Todos  |